# Station Keynsham
Keynsham is een spoorwegstation van National Rail aan de Great Western Main Line in Keynsham, Bath and North East Somerset in Engeland. Het station is eigendom van Network Rail en wordt beheerd door Great Western Railway.